# 18773 Bredehoft
18773 Bredehoft è un asteroide della fascia principale. Scoperto nel 1999, presenta un'orbita caratterizzata da un semiasse maggiore pari a 2,2556249 UA e da un'eccentricità di 0,0688579, inclinata di 0,98091° rispetto all'eclittica.